# Nagypall
Nagypall je vas na Madžarskem, ki upravno spada pod podregijo Pécsváradi Županije Baranja.